# Анвил (баскетбольный клуб)
«Анвил» (пол. Włocławskie Towarzystwo Koszykówki Anwil Włocławek) — польский профессиональный баскетбольный клуб из города Влоцлавек.

## История

### Изменение названия
- Провайд Влоцлавек (Provide Włocławek, 1991—1992)
- Нобилиз Влоцлавек (Nobiles Włocławek, 1992—1996)
- Нобилиз/Азоты Влоцлавек (Nobiles/Azoty Włocławek, 1996—1997)
- Анвил/Нобилиз Влоцлавек (Anwil/Nobiles Włocławek, 1997—1998)
- Нобилиз/Анвил Влоцлавек (Nobiles/Anwil Włocławek, 1998—1999)
- Анвил Влоцлавек (Anwil Włocławek, 1999-н.в.)

## Достижения
Национальные
- Чемпион Польской Лиги: (3): 2003, 2018, 2019
- Серебряный призёр Польской Лиги (8): 1993, 1994, 1999, 2000, 2001, 2005, 2006, 2010
- Бронзовый призёр Польской Лиги (2): 1995, 2009
- Четвёртое место в Польской Лиге (4): 1996, 2002, 2004, 2007
- Победитель регулярного чемпионата (сезон) (1): 1996
- Серебряный призёр регулярного чемпионата (сезон) (7): 1994, 1999, 2001, 2003, 2005, 2006, 2010
- Кубок Польши (3): 1995, 1996, 2007
- Финалист Кубка Польши (1): 2004
- Полуфиналист Кубка Польши (6): 1997, 1999, 2006, 2008, 2009, 2010
- Суперкубок Польши (2): 2007, 2017

Международные
- Еврокубок : 1993/94, 1994/95
- Кубок Корача : 1999/00
- Кубок Сапорты : 2000/01 (1 место в группе, проигрыш в четвертьфинале); 2001/02 (4 место в группе, проигрыш в полуфинале)
- Кубок Чемпионов Европы ФИБА : 2002/03 (3 место в группе)
- Лига Европы ФИБА : 2003/04 (1 место в группе, проигрыш в 1/8); 2004/05 (5 место в группе)
- Кубок УЛЕБ : 2005/06 (5 место в группе); 2006/07 (5 место в группе)

### Достижения на международной арене
- Кубок Сапорты, полуфинал (1): 2002
- Кубок Сапорты, четвертьфинал (4): 1995, 1996, 1997, 2001
- Кубок Корача, четвертьфинал (1): 2000

## Изъятые из обращения номера
- 10 —  Анджей Плута (с 2011)
- 12 — / Игорь Грищук (с 2006)

## Известные игроки
- Янис Блумс
- Евгений Кисурин
- Валерий Лиходей
- Дъор Фишер